# Aymeline Valade
Aymeline Valade (17 de octubre de 1984) es una modelo y actriz francesa.

## Primeros años
Nacida en Montpellier, Valade creció entre Lyon, París y Niza. Aprendió a leer a la edad de 11.
Llamó la atención de un cazatalentos a los 15, mientras hacía skate en Niza. Sin embargo decidió no hacer una carrera como modelo, comenzando a estudiar periodismo.
A la edad de 22, decidió irse a París y comenzar su carrera como modelo. Su primer evento durante la Semana de la Moda, para Balenciaga, la lanzó al estrellato.

## Carrera
Como modelo, ha desfilando en más de 200 eventos de moda, incluyendo Chanel (17 veces), Chloé, Dolce & Gabbana, Emilio Pucci, Louis Vuitton, Marc Jacobs, Marni y Versace.
En 2014, hizo el papel de Betty Catroux en Saint Laurent.

## Filmografía
| Año  | Título                                      | Papel                    | Director         | Notes                                                                |
| ---- | ------------------------------------------- | ------------------------ | ---------------- | -------------------------------------------------------------------- |
| 2017 | Valerian and the City of a Thousand Planets | Emperor Haban-Limaï      | Luc Besson       | Cameo                                                                |
| 2017 | Call My Agent !                             | Ella Misma               | Antoine Garceau  | Serie de TV (1 Episodio)                                             |
| 2015 | I Want Your Love                            | Ella misma               | Nick Knight      | Video promocional de Tom Ford con música de Lady Gaga & Nile Rodgers |
| 2015 | Two Friends                                 | La femme station-service | Louis Garrel     | Cameo                                                                |
| 2014 | Saint Laurent                               | Betty Catroux            | Bertrand Bonello |                                                                      |
| 2013 | The Return                                  | Ella misma               | Karl Lagerfeld   | Cortometraje                                                         |
| 2006 | Sous le soleil                              | Emilie                   | Alain Smitti     | Serie de TV (1 Episodio)                                             |
| 2005 | Riviera                                     | La fille jalouse         | Anne Villacèque  | Pequeña parte                                                        |